# بني هاجر (الريان)
هي إحدى مناطق قطر، وتقع ضمن بلدية الريان.
في تعداد عام 2015 تم إدراجه كمنطقة 51 ، والتي يبلغ عدد سكانها 56,027 نسمة وتشمل أيضًا إزغوى وغرافة الريان والغرافة والسيج وروضة اقديم والثميد.
يبعد الحي حوالي 10 كم عن وسط الدوحة. يحدها من الشمال روضة اقديم.

## التطور والاعمار
أطلقت «أشغال» (هيئة الأشغال العامة) مشروع طرق وبنية تحتية بقيمة 322 مليون ريال قطري في بني هاجر في عام 2015. وكان أحد المجالات الأساسية للمشروع تشييد طرق معبدة في مناطق الإسكان المستقبلية. كما تم التخطيط لطرق جديدة تربط الأحياء القائمة بالطرق الرئيسية وشق طرق إضافية في روضة اقديم. في فبراير 2018 تم الانتهاء من المشروع. ووفقًا لسعود التميمي، مدير إدارة مشاريع الطرق في أشغال، فقد أدى المشروع إلى تقليل الوقت الذي يقضيه السفر في المنطقة بنسبة 60٪ وساعد على دمج الطرق في شبكة الطرق السريعة الوطنية. بشكل عام، تم إنشاء 91 كم من مسارات المشاة والدراجات، و 1937 عمود إنارة و 7100 موقف للسيارات وأكثر من 20 كم من الطرق.
من أكثر الطرق حيوية الذي تم إنشاؤه كجزء من مشروع الطرق والبنية التحتية هو تقاطع بني هاجر، الذي يربط غربًا دخان مع بني هاجر ومدينة الريان. تم تضمين أربعة ممرات علوية وحلقتين وجسرين ربط على هذا الطريق السريع، وأكثرها ازدحامًا هو نفق بني هاجر الذي يربط شارع بني هاجر في الشهامة بشارع الريان الجديد في مدينة الريان.